# Phlox texensis
Phlox texensis là một loài thực vật có hoa trong họ Polemoniaceae. Loài này được (Lundell) Lundell miêu tả khoa học đầu tiên năm 1945.